# Pınarlık
Pınarlık ist ein Dorf im Landkreis Tavas der türkischen Provinz Denizli. Pınarlık liegt etwa 57 km südlich der Provinzhauptstadt Denizli und 13 km nordöstlich von Tavas. Pınarlık hatte laut der letzten Volkszählung 386 Einwohner (Stand Ende Dezember 2010).